# Phrynocephalus versicolor
La agama cabeza de sapo multicolor (Phrynocephalus versicolor) es una especie  de lagartijas agamas encontradas en las áreas desérticas de China y Mongolia. Fue primeramente descrita por el herpetólogo ruso Alexander Strauch, director del Museo Zoológico en la Academia Imperial de Ciencias de San Petersburgo.

## Subespecies
Hay cuatro subespecies, incluyendo la aquí descrita, reconocida
- Phrynocephalus versicolor hispidus Bedriaga 1909
- Phrynocephalus versicolor doriai Bedriaga 1909
- Phrynocephalus versicolor kulagini Bedriaga 1909
- Phrynocephalus versicolor versicolor Srauch 1876

## Descripción
La Phrynocephalus versicolor crece hasta una longitud de alrededor de 13 cm incluyendo su cola, la cual es mucho más larga que su cabeza y cuerpo combinado. Su cabeza es larga y redondeada y su hocico achatado tiene un perfil oblicuo lo que hace que sus fosas nasales sean visibles fácilmente desde arriba. No existe un pliegue transversal de piel a través de los hombros.  Hay grandes escamas que son uniformes y sin surcos (ribetes) a través de la espina dorsal. Otras escamas dorsales son gruesas con su borde posterior ligeramente levantadas, lo que da a la lagartija una apariencia rugosa.

## Distribución y hábitat
Phrynocephalus versicolor se encuentra en Mongolia y en las provincias de Xinjiang, Gansu,  Ningxia y Nei Mongol en China. Se encuentra en llanos y laderas pedregosas, en cañones y dunas con artemisas y otras clases  vegetación árida escasa. Mucho de su hábitat está a más de 3200 metros (10500 pies) sobre el nivel del mar y la temperatura puede variar entre -30 °C (-22 °F) de noche en invierno y 40 °C (140 °F) de día en verano. Hay muy poca precipitación y la cantidad pequeña de lluvia  se concentra a mitad del verano.

## Biología
Phrynocephalus versicolor hiberna durante el invierno y están activas entre marzo y a finales de septiembre. Durante el verano se mantiene en su madriguera durante las noches frías y el mediodía caluroso. La madriguera no tiene ramificaciones, solo tiene una entrada y termina en una cavidad de alrededor de 10 a 13 cm (4 a 5 pulgadas) por debajo de la superficie de la tierra. La lagartija se alimenta de pequeños invertebrados tales como hormigas, moscas, saltamontes y escarabajos. Cuando la lluvia cae, se para con sus patas traseras extendidas, sus patas delanteras dobladas y su cabeza baja, para que de esa manera el agua que cae sobre su espalda gotee hacia su boca.
La hembra es sexualmente madura cuando  alcanza los 9 cm (3.5 pulgadas) de longitud. En la época lluviosa cava un hoyo en la tierra húmeda de unos 5cm (2 pulgadas) de profundidad en donde ella pone  una nidada de hasta cinco huevos blancos o rosados matizados.  La incubación demora cerca de treinta días y la cría es de 5cm (2pulgadas) de largo cuando eclosionan. Ellos demuestran grande versatilidad en color y adoptan una postura similar a la de los adultos cuando la lluvia cae.

## Estado de Conservación
Phrynocephalus versicolor tiene una amplia variedad y es más común en su hábitat árido. La población es estable y ninguna amenaza en particular ha sido identificada, de esa manera la Unión Internacional para la conservación de la Naturaleza ha asignado su estado de “preocupación menor”. 